# سيزار باربوسا
سيزار باربوسا (بالإسبانية: César Barbosa)‏ هو أحيائي كولومبي، ولد في 1954.